# Ülemiste
Ülemiste – jezioro eutroficzne w Estonii, w granicach Tallinna.
Jezioro o powierzchni 9,436 km² stanowi główne źródło wody pitnej dla miasta. Zasilane jest przez strumienie Kurna i Ruunaoja oraz kanał Vaskjala-Ülemiste, łączący je z Piritą. W przeszłości w północnej części jeziora wypływała z niego rzeka Härjapea, płynąca przez Tallinn i zasilająca wiele młynów miasta. W XX wieku została ona najpierw przykryta, a potem zlikwidowana poprzez skierowanie jej wód do systemu miejskiej kanalizacji.
Na brzegu jeziora znajduje się port lotniczy Tallinn.

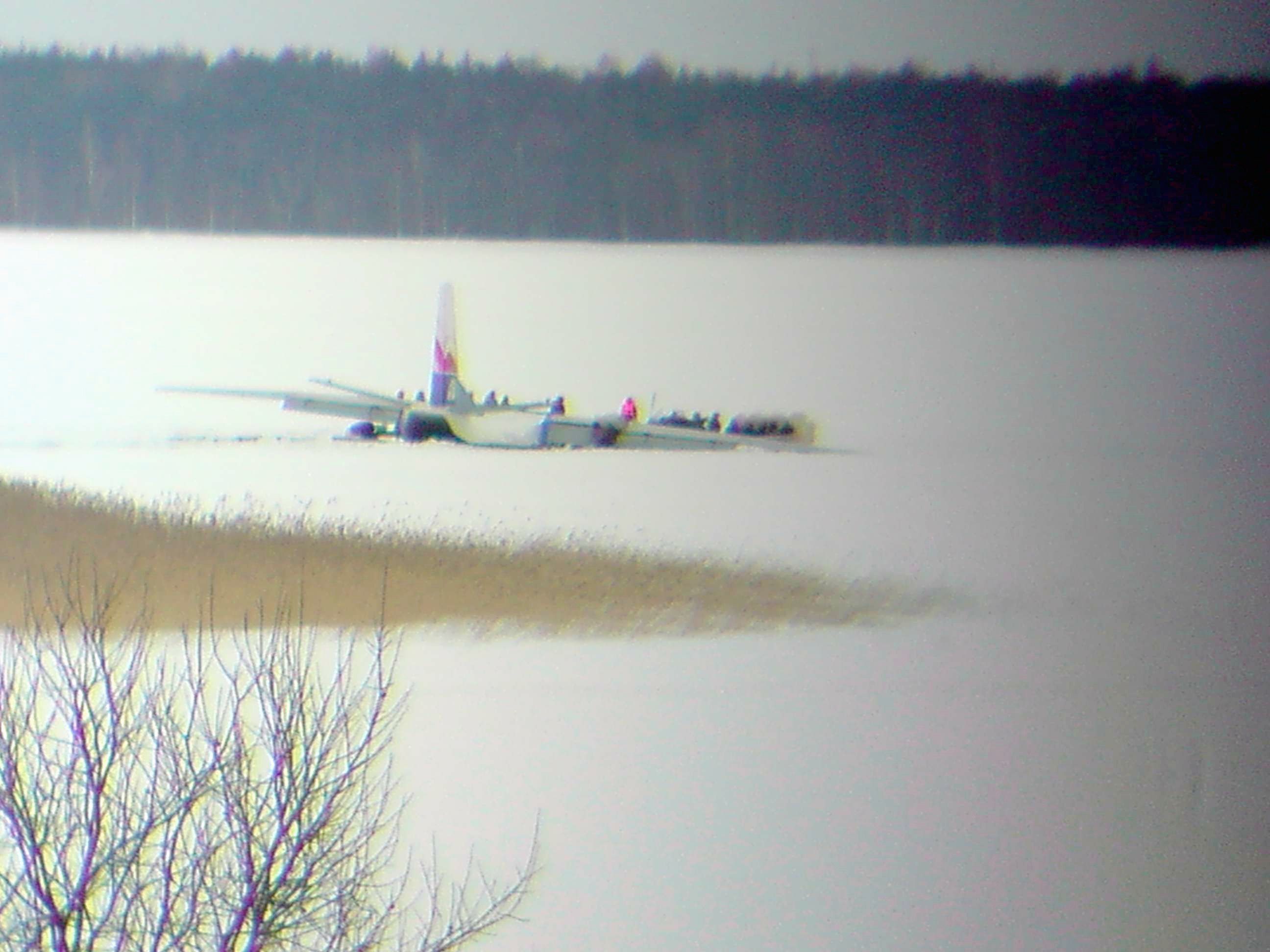
An-26 na lodzie jeziora Ülemiste

18 marca 2010 należący do polskiej spółki Exin samolot An-26 lecący z Helsinek wykonał na oblodzonym jeziorze lądowanie awaryjne. Dwie osoby spośród sześciu członków załogi odniosły obrażenia, a z samolotu wyciekło ok. jednej tony paliwa. Całe zanieczyszczenie udało się usunąć.

## Mitologia
W jeziorze znajduje się głaz noszący nazwę „Głaz Lindy” (est. Lindakivi), który wedle estońskich mitów miał być niesiony przez Lindę na grób Kaleva w Toompei. Kiedy głaz wypadł jej z fartucha, Linda usiadła na nim i zaczęła płakać, a z łez powstało jezioro.
Innym mitycznym stworzeniem zamieszkującym wody ma być „Starzec z Ülemiste” (est. Ülemiste vanake) – ktokolwiek go spotka zostanie zapytany: „Czy Tallinn jest gotów?”. Jeśli otrzyma odpowiedź twierdzącą Starzec zatopi miasto.